# 1760 год в музыке

## События
- 26 ноября — Йозеф Гайдн женится на Марии Анне Келлер.[1] Большую часть жизни супруги будут жить отдельно друг от друга.
- Английский композитор Джон Олкок (англ. John Alcock) вынужден уйти в отставку с должностей органиста и хормейстера Личфилдского собора.
- Иоганн Кристиан Бах переходит из лютеранства в католицизм и становится органистом Миланского собора.
- Ян Крштител Ваньхаль переезжает в Вену, чтобы учиться у известного композитора и музыкального педагога Карла Диттерса фон Диттерсдорфа.
- Завершено строительство оперного театра в Луго (Италия), ныне Театро Россини (итал. Teatro Rossini).

## Публикации
- Первый биограф Георга Фридриха Генделя, Джон Мейнваринг анонимно публикует воспоминания о жизни позднего Генделя.[2]
- Джон Уолш (англ. John Walsh), известный как издатель произведений Генделя, публикует «Восемь симфоний» (англ. Eight Symphonies) Уильяма Бойса, сборник самых известных работ этого композитора.[3]
- Выходит первый том собрания английской церковной музыки под названием «Соборная Музыка» (англ. Cathedral Music), составлять которое начал много лет назад Морис Грин, а завершил работу его ученик Уильям Бойс. Большая часть этих произведений и сегодня составляет репертуар Англиканской церкви.
- Английский композитор Джон Гарт (англ. John Garth) публикует свой Op. 1 cello concertos (написано за предыдущее десятилетие), впервые такие композиции были опубликованы в Великобритании.[4]

## Классическая музыка
- Иоганн Георг Альбрехтсбергер — String Quartet in D.
- Франсуа Жозеф Госсек — Grande Messe des Morts.
- Йозеф Гайдн — Symphony No. 32 in C major.
- Михаэль Гайдн — Concerto for Violin in B flat major.

## Опера
- Томас Арн — комическая опера «Томас и Салли» (англ. Thomas and Sally).
- Иоганн Кристиан Бах — «Артаксеркс» (Artaserse).
- Иоганн Адольф Хассе — «Геркулес на распутье» (Alcide al Bivio).
- Винченцо Манфредини — «Семирамида» (Semiramide).
- Никколо Пиччинни — «Добрая дочка» (итал. La buona figliuola на либретто Гольдони по роману «Памела, или Награждённая добродетель» Ричардсона).
- Жан-Филипп Рамо — лирическая комедия «Паладины» (фр. Les Paladins).
- Антуан Довернь — лирическая трагедия Canente.
- Кейн О'Хара[англ.] — бурлетта «Мидас» (Midas).
- Кристоф Виллибальд Глюк — опера-комик «Исправившийся пьяница, или Двойная метаморфоза» (фр. L’ivrogne corrigé)[5] и театральная серенада «Фетида» (итал. Tetide)[6]

## Родились
- 10 января — Иоганн Рудольф Цумштег, немецкий композитор, прославился как автор баллад и песен (умер в 1802).
- 19 января — Мельчор Лопес Хименес (исп. Melchor Lopez Jimenez), испанский композитор (умер в 1822).
- 24 января — Фридерика Бетман-Унцельман[нем.], немецкая актриса и певица (умерла в 1815).
- 30 января — Франц Ксавер Парч (нем. Franz Xaver Partsch), композитор из Богемии (умер в 1822).
- 12 февраля — Ян Ладислав Дусик, чешский композитор и пианист (умер в 1812).
- 15 февраля — Жан-Франсуа Лесюёр, французский композитор, музыковед, дирижёр, критик и педагог, автор опер и духовных произведений (умер в 1837).
- 2 марта — баронесса Шарлотта Цедерстрем (швед. Charlotta Cederström), шведская покровительница искусств (умерла в 1832).
- 27 марта — Ишмаэль Спайсер (англ. Ishmail Spicer), издатель и педагог, один из первых американских композиторов (умер в 1832).
- 12 апреля — Хуан Мануэль Оливарес (исп. Juan Manuel Olivares), венесуэльский композитор (умер в 1797).
- 10 мая — Клод Жозеф Руже де Лиль, французский поэт и композитор, автор «Марсельезы» (умер в 1836).
- 11 мая — Адам Палоци Хорват (венг. Ádam Pálóczi Horváth), венгерский поэт, композитор и фольклорист (умер в 1820).
- 29 мая — Шарлотта Шлоттсберг (швед. Charlotte Slottsberg), шведская балерина (умерла в 1800).
- 14 июня — Кандидо Хосе Руано (исп. Cándido José Ruano), испанский композитор (умер в 1803).
- 21 сентября — Гаэтано Валери[итал.], итальянский органист и композитор (умер в 1822).
- 14 сентября — Луиджи Керубини, франко—итальянский композитор, музыкальный педагог и теоретик, главный представитель жанра опера спасения (умер в 1842).
- 1 октября — Уильям Томас Бекфорд, английский архитектор и писатель известный собиратель и покровитель искусства (умер в 1844).
- 2 декабря — Йозеф Гретц (нем. Joseph Graetz), немецкий органист, музыкальный педагог и композитор (умер в 1826).
- дата неизвестна — Бернард Вацлав Штястный (чеш. Bernard Václav ŠŠťastný) — чешский виолончелист и композитор, брат Франтишека Яна Штястны (умер в 1835).

## Умерли
- 18 января — Клаудио Кашолини (итал. Claudio Casciolini), итальянский композитор и бас (род. в 1697).
- 14 февраля — Франсуа Колин де Бламон[фр.], французский композитор (род. в 1690).
- 27 февраля — Анна Магдалена Бах, немецкая певица, вторая жена композитора И. С. Баха (род. в 1701).
- 14 марта — Антон Фильс, немецкий композитор мангеймской школы (род. в 1733).
- 12 апреля — Эрнст Готлиб Барон[нем.], немецкий лютнист, композитор и музыкальный писатель (род. в 1696).
- 19 апреля — Микеле Машитти (итал. Michele Mascitti), итальянский скрипач и композитор (род. в 1664).
- Май — Джироламо Абос, мальтийско-итальянский оперный и церковный композитор (род. в 1715).
- 10 мая — Кристоф Граупнер, немецкий клавесинист и композитор эпохи барокко (род. в 1683).
- 30 июня — Тереза Альбуцци-Тодескини[нем.], итальянская оперная певица(контральто), много лет жившая в Германии (род. в 1723).
- 8 августа — Генри Нидлер (англ. Henry Needler), английский музыкант и музыкальный переписчик (род. в 1685).
- 5 ноября — Пьер Феврие[фр.], французский органист, клавесинист и композитор (род. в 1696).
- 2 декабря — Джузеппе Безоцци (итал. Giuseppe Besozzi), итальянский гобоист-виртуоз и музыкальный педагог, член известной династии итальянских гобоистов (род. в 1686).
- 6 декабря — Роке Черути (итал. Roque Ceruti), перуанский композитор итальянского происхождения (род. в 1683).